# Dollma Tekke
Dollma Tekke (albánsky Teqeja e Dollmës nebo Teqeja Haxhi Mustafa Baba) je svatyně řádu bektaši, která se nachází v areálu pevnosti ve městě Krujë ve stejnojmenném okrese v centrální části Albánie. Slovem tekke, které v překladu znamená útočiště nebo azyl, je označováno náboženské centrum súfijského bratrstva (dervišského řádu), které slouží ke vzývání Boha a meditačním rituálům, ale i ke studiu a k práci. Svatyně Dollma Tekke je od roku 1973 zapsaná na seznamu kulturních památek Albánie.

## Historie

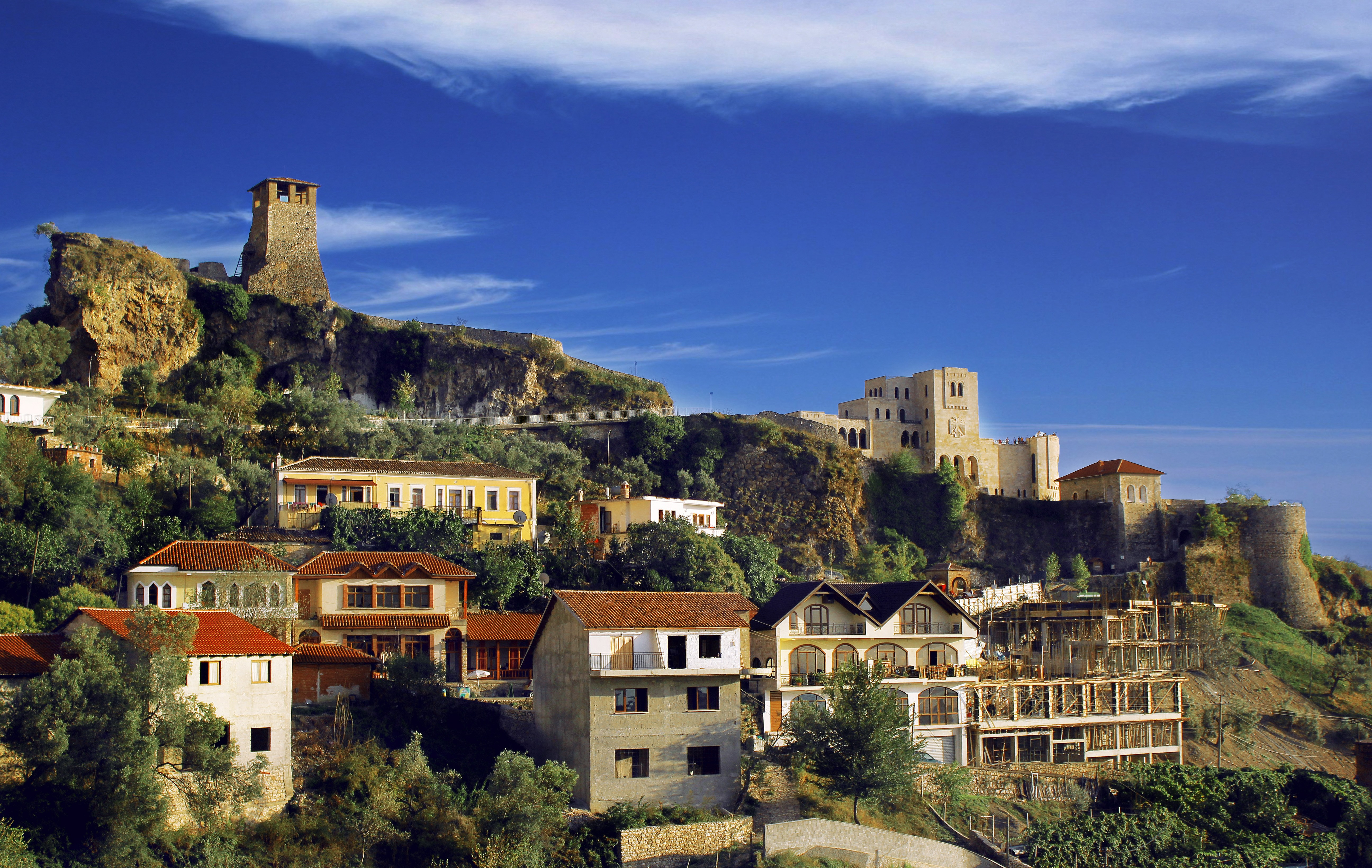
Celkový pohled na pevnost v Krujë, Dollma Tekke je na skalním výběžku zcela vpravo

V průběhu 14. a 15. století se Osmanská říše postupně rozšířila na Balkán. Na dobytých územích se následně šířil islám, což albánských zemích kromě vlivu sunnitské větve islámu znamenalo i pronikání různých sekt a náboženských řádů, mj. i bektášíji. Bektašismus, prezentovaný jako liberální islámský řád, který měl některé rysy společné s křesťanstvím, byl pro Albánce značně přitažlivý. Významným centrem bektašismu se stala právě Krujë, kde vzniklo několik tekke. V jeskyni na hoře nad městem se má nacházet také jeden z hrobů světce Sariho Saltuka, uctívaného alavity a bektašijci. Turecký derviš Sari Saltuk žil ve 13. století a zemřel v roce 1297 nebo 1298. Působil mj. i v Kruji a po jeho smrti byly jeho ostatky rozděleny do sedmi hrobů, umístěných v různých částech Balkánu.

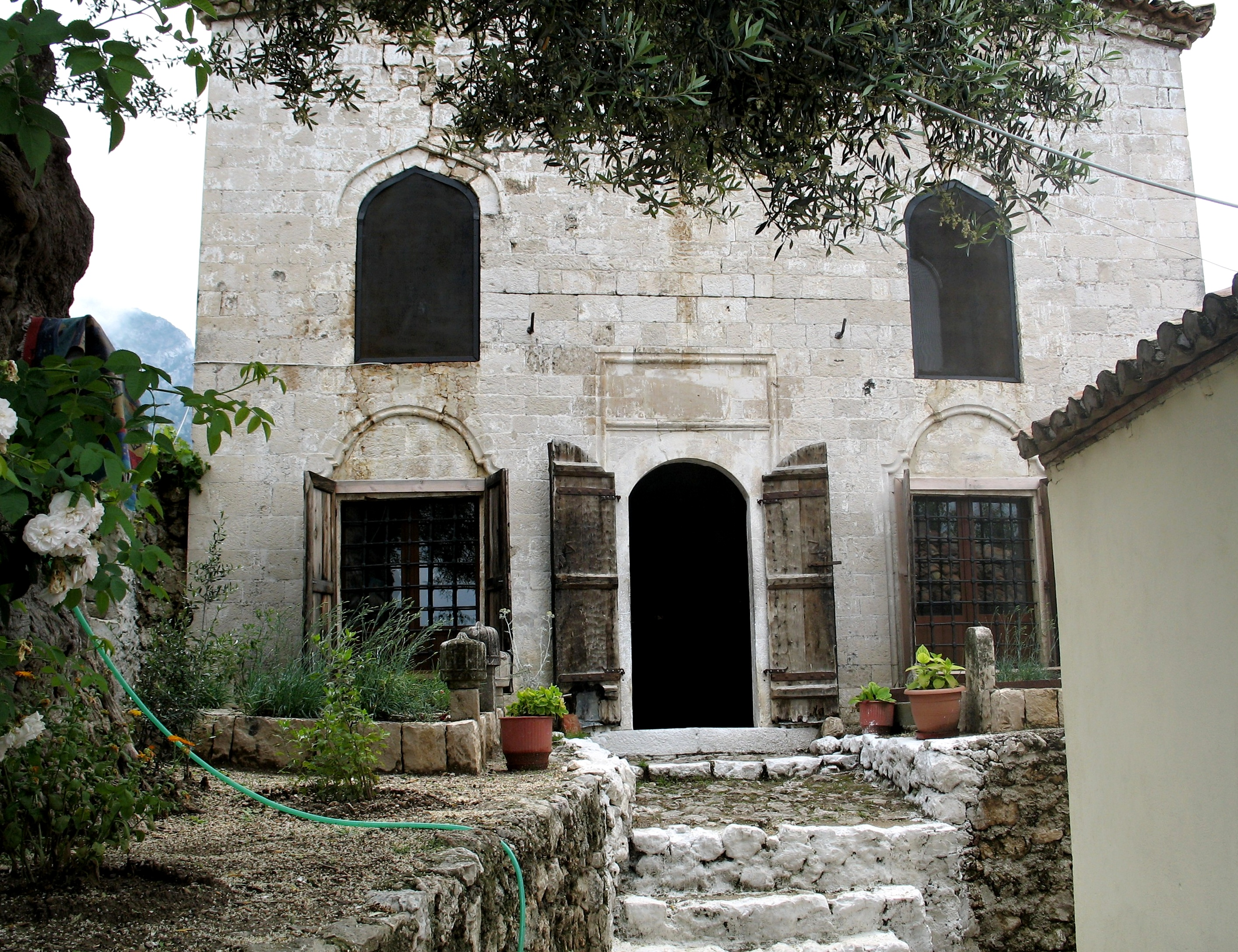
Vstup do svatyně

Svatyni Dolma Tekke v Kruji nechal vybudovat v letech 1779–1780 Adem Aga Toptani. Adem Aga Toptani zemřel v roce 1784 a jeho hrobka se spolu s hroby příslušníků rodiny Dollma, Baby Mustafy Dollmy a derviše Hysena Dollmy, nachází v interiéru svatyně. Hroby jsou uctívány jako posvátné a každoročně 11. srpna se k nim konaly náboženské poutě.
V areálu krujské svatyně se původně nacházelo 360 hrobů uctívaných vyznavačů bektášiji a proto se Dollma Tekke přezdívalo Malý Chorásán.V době komunistické vlády Hodžova režimu v Albánii během násilné ateizace země byla uzavřena i bektašijská svatyně v Krujë a většina hrobů byla zničena. Svatyně Dollma Tekke, která se dochovala jako jediné tekke v Krujë, byla obnovena a znovu zpřístupněna veřejnosti až v roce 1990 po pádu komunistického režimu v Albánii. 

## Pověst o Skanderbegovi
V areálu svatyně se nachází starý olivovník, pod kterým měl podle místní pověsti odpočívat albánský národní hrdina Gjergj Kastrioti, známý jako Skanderbeg. Skanderbeg však žil o 300 let dříve, než byla vybudována Dollma Tekke, což by znamenalo, že se pověst váže k historii, kdy albánský vojevůdce v polovině 15. století osvobodil Kruju a zdejší pevnost, kterou Osmané dobyli v roce 1415. Pevnost pak rozšířil a držel ji v albánské moci až do své smrti.

## Galerie

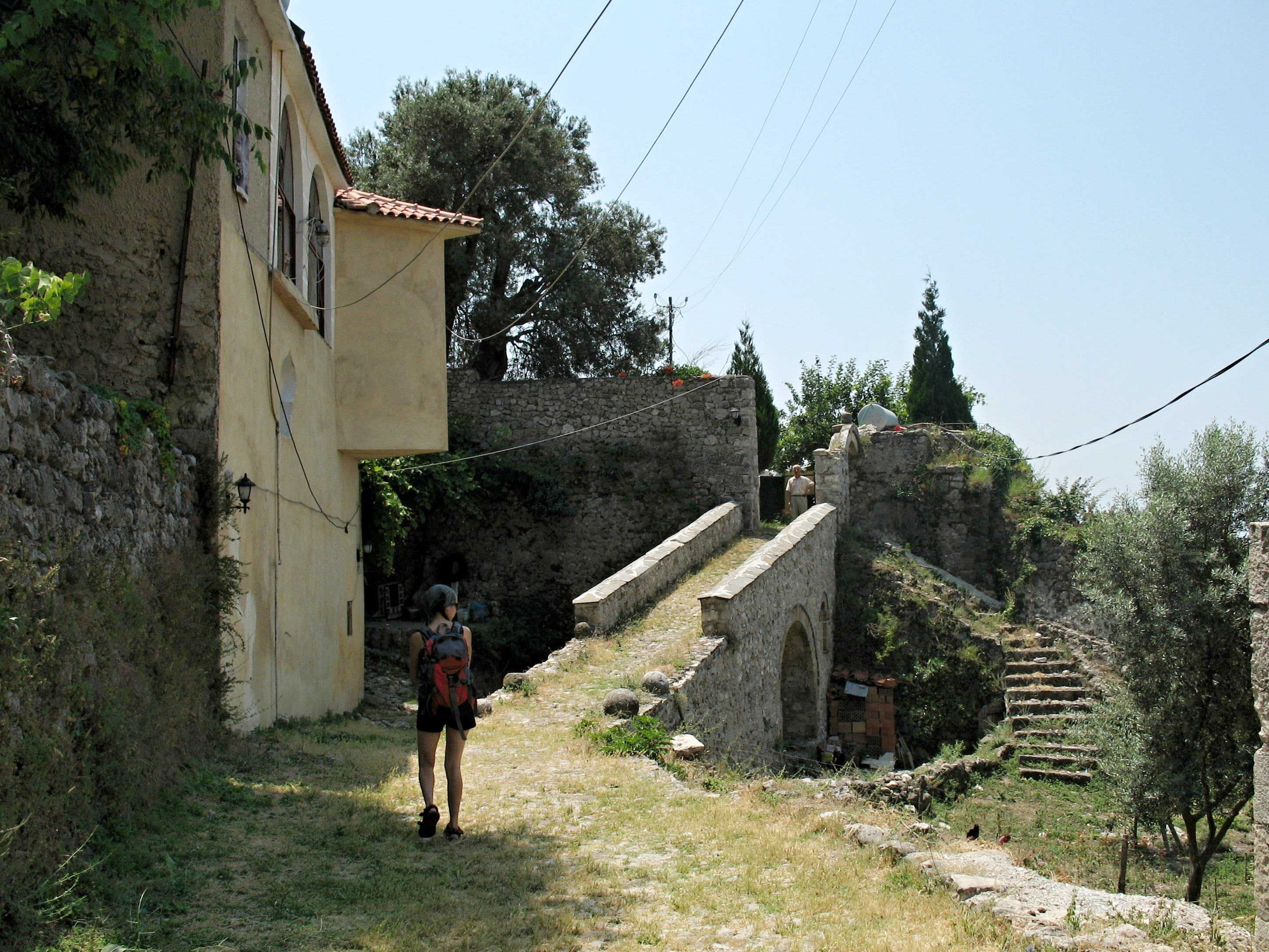
Přístup do areálu tekke
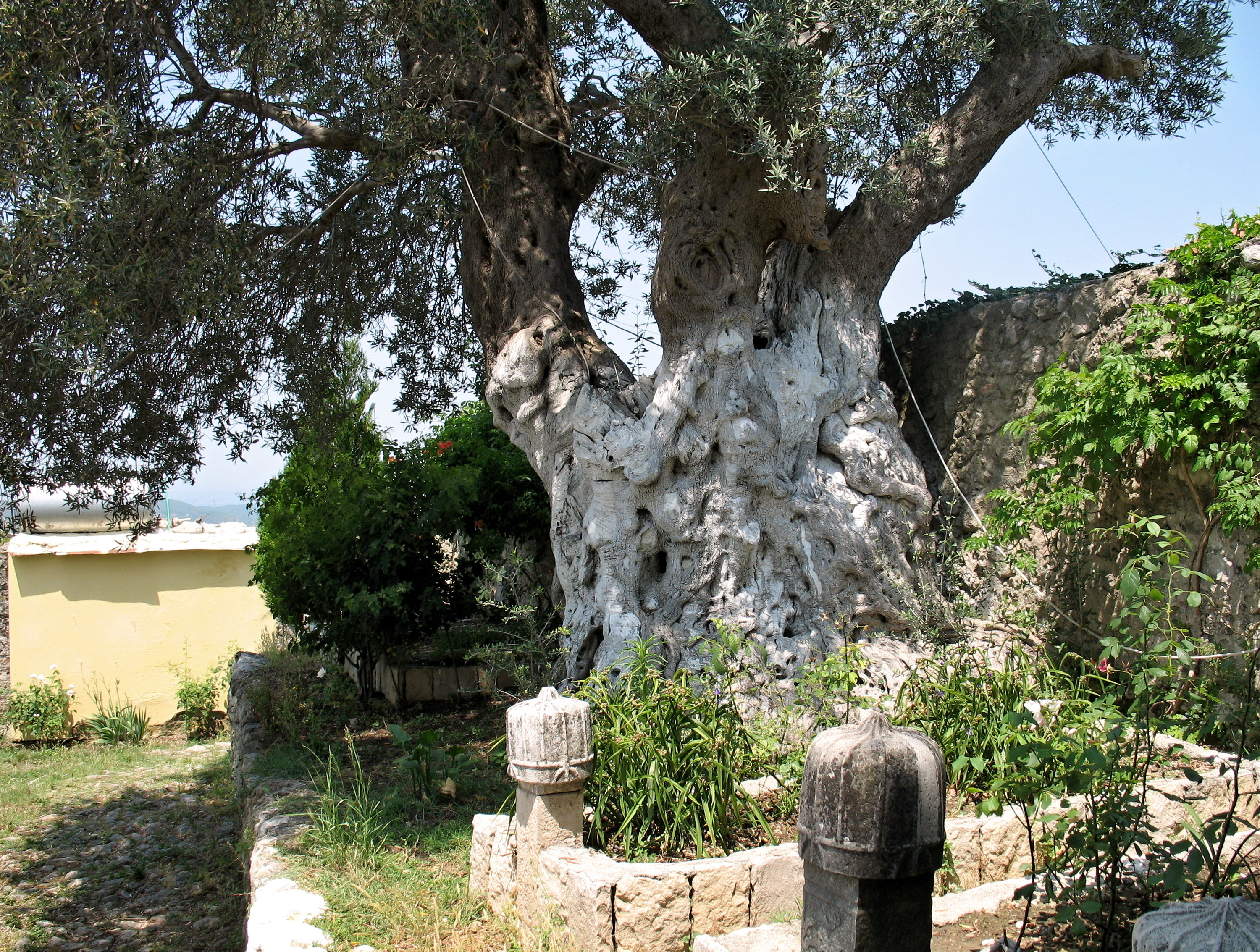
Tzv. Skanderbegův olivovník před vstupem do svatyně
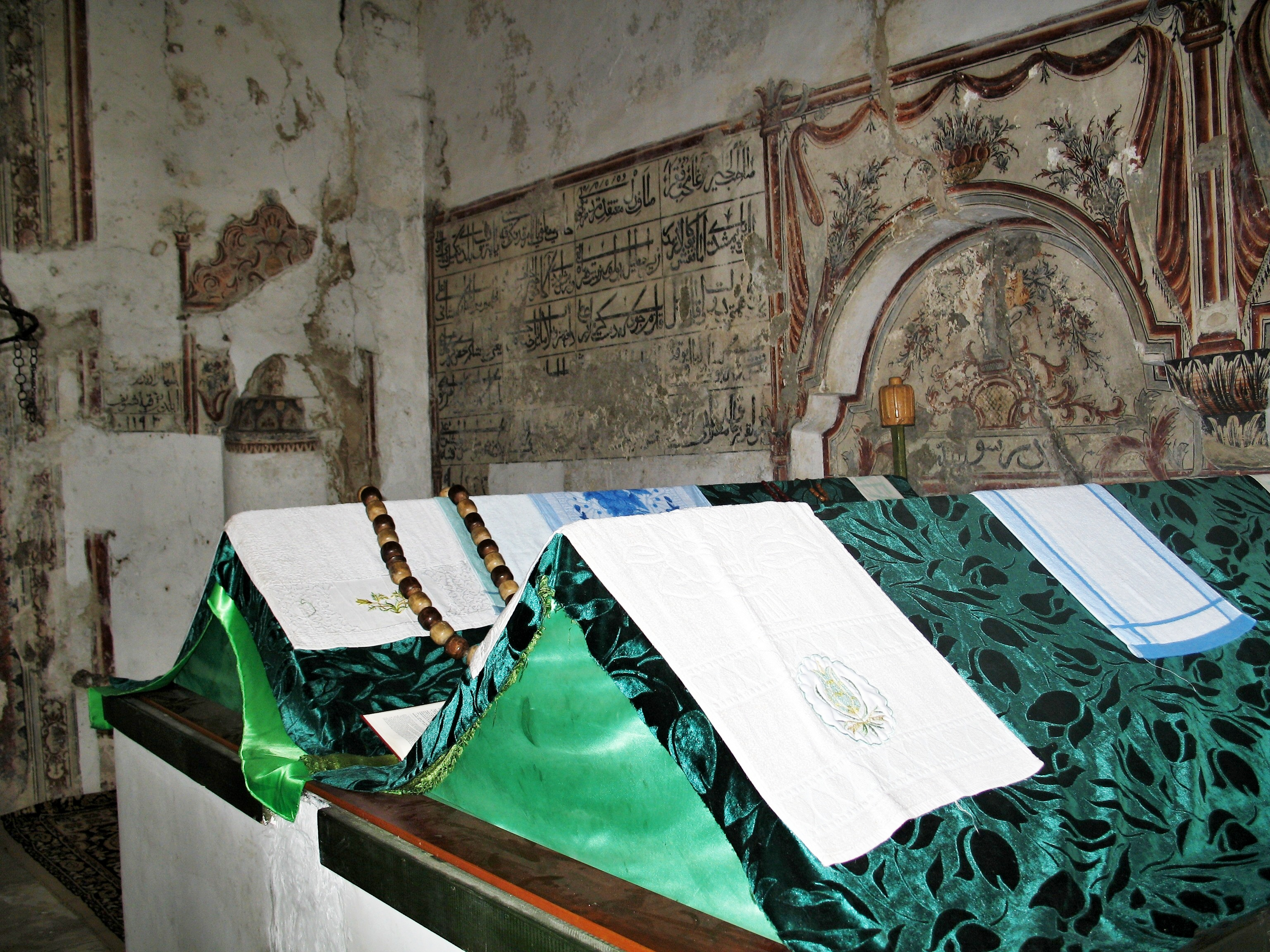
Hroby uvnitř svatyně
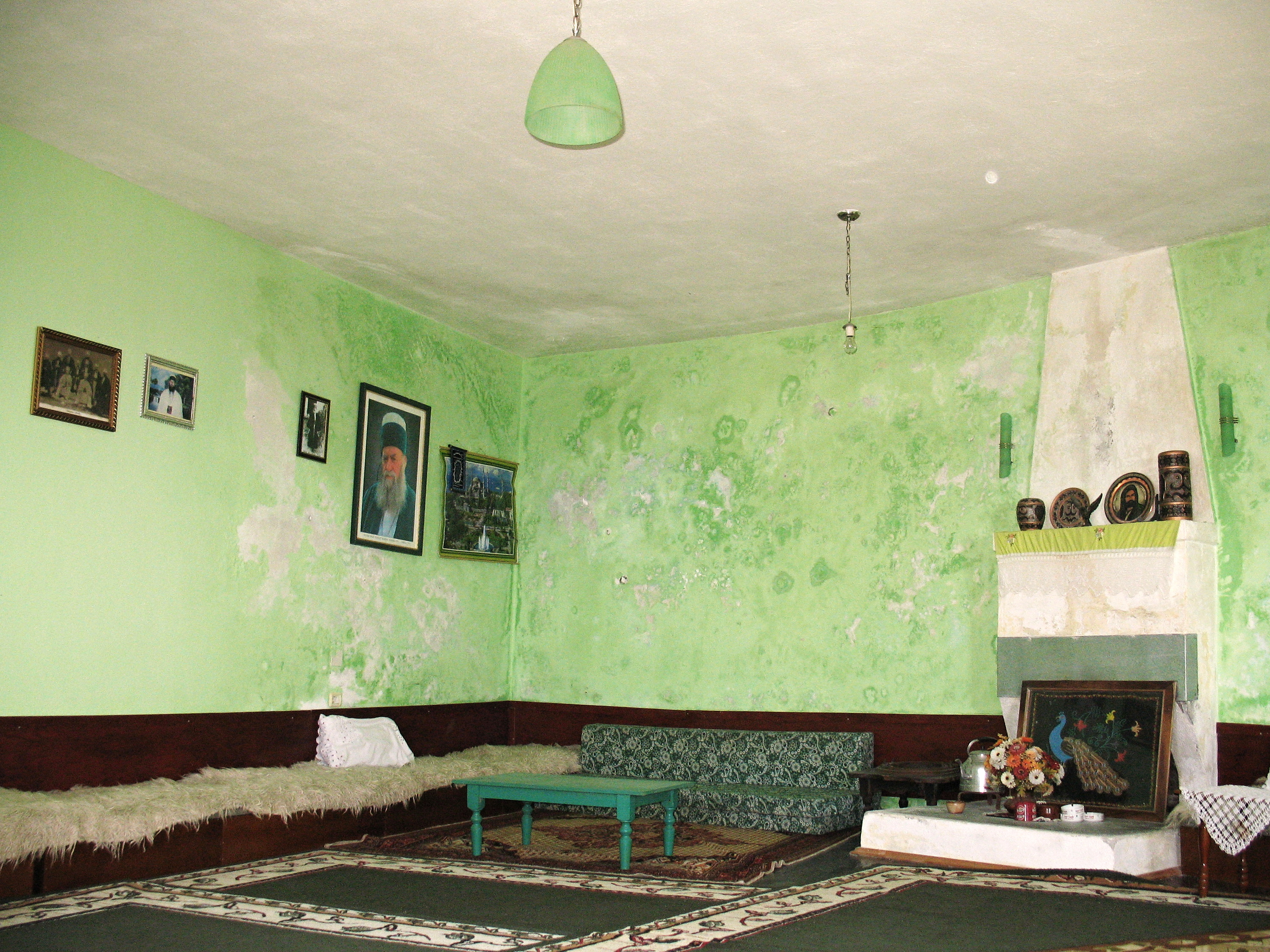
Prostory pro setkávání a meditace
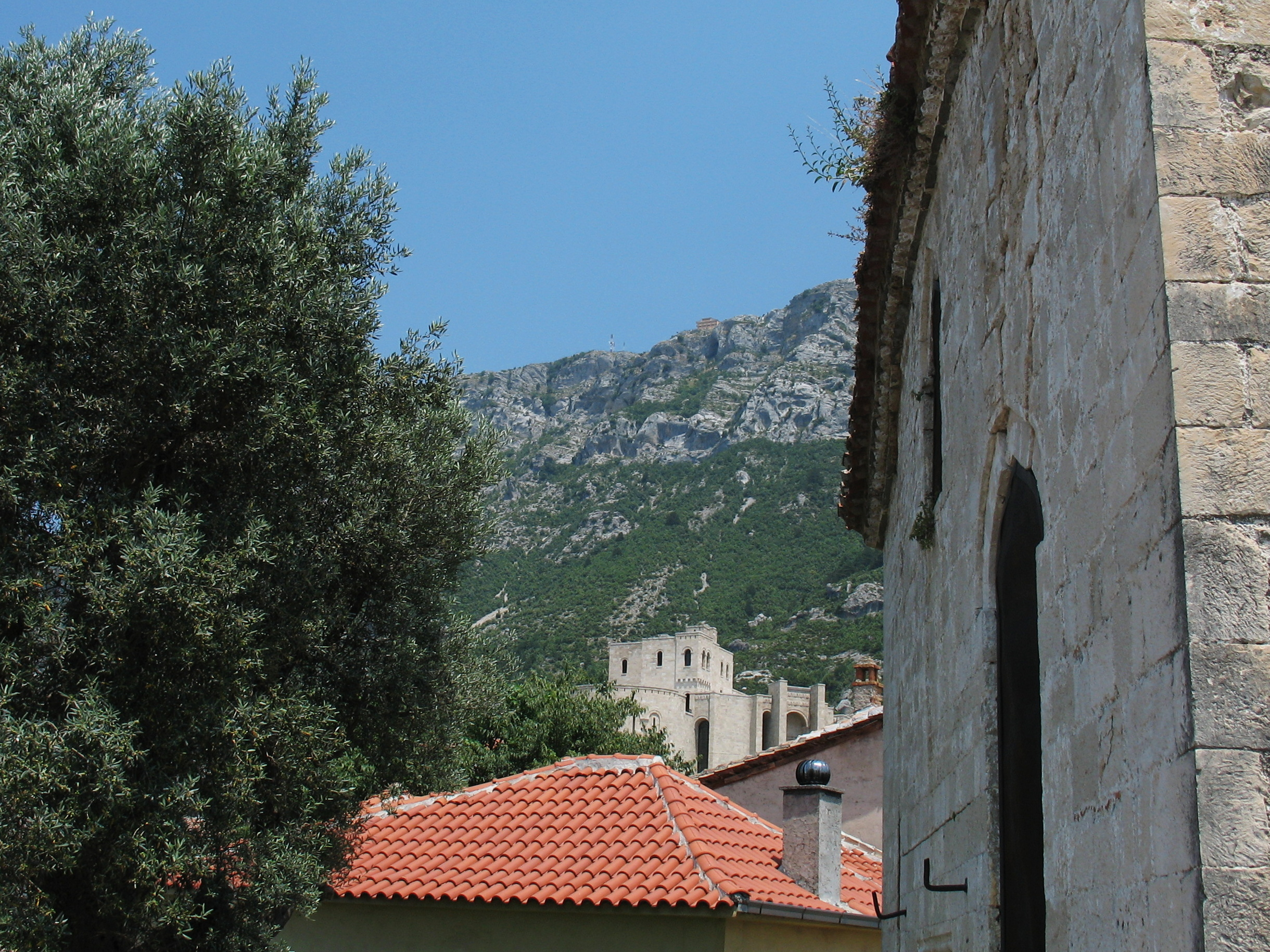
Pohled od Dollma Tekke směrem ke Skanderbegovu muzeu